# Suiko
Kaiserin Suiko (jap. 推古天皇 Suiko-tennō; * 554; † 15. April 628) war die 33. Tennō von Japan (592–628) und die erste Frau, die diese Position innehatte. Sie war eine Tochter von Kaiser Kimmei. Ihr Eigenname war Prinzessin Nukatabe (額田部) und ihr postumer Name als Kaiserin war Toyomikake shikihime no mikoto (豊御食炊屋姫).
Laut der Beschreibung des Nihonshoki soll die Kaiserin eine elegante Erscheinung und sehr bescheiden gewesen sein. Sie war eine kluge Frau und konzentrierte sich darauf, das Gleichgewicht zwischen Prinz Umayado (厩戸, auch: Shōtoku Taishi) und dem Soga-Klan, die um die Macht konkurrierten, zu wahren.
Nach der Thronbesteigung ernannte sie Prinz Umayado zum Regenten und übertrug die politische Macht auf ihn. Während ihrer Herrschaft war der Soga-Klan politisch in der Zeit der höchsten Blüte. Außerdem war ihr Onkel Soga no Umako der Stammoberste des Klans. Deswegen versuchte er, ihre Macht politisch auszunutzen. Aber die Kaiserin ließ Gerechtigkeit walten und lehnte den Wunsch ab.
Einmal, als ihr Onkel Umako sie aus einem privaten Grund um das Recht auf ein Gebiet namens Kazuragi no agata bat (im Altertum gehörten alle Grundstücke der Yamato-Regierung), lehnte sie ab: „Du bist mein Onkel, aber wenn ich deinen Wunsch nur aus diesem Grund erlaubt und das zur Regierung gehörende Recht gegeben hätte, würde ich später von der Nachwelt als eine dumme Frau benannt werden und du würdest als ein untreues Gesindel benannt werden“.
Unter ihrer gerechten Herrschaft bewies Prinz Umayado seine Begabung. Er bildete 603 ein Beamtensystem (Kan'i jūni kai) und die 17-Artikel-Verfassung im nächsten Jahr. Im Jahr 607 sandte er Ono no Imoko zur Sui-Dynastie. Seitdem wurden Studenten und Mönche (Sangha) regelmäßig in das Kaiserreich China gesandt. Auf diese Weise wurde das alte japanische Politiksystem eingeführt und der Buddhismus fasste Fuß in Japan. Die Kaiserin selbst befahl 594, dass man Drei Schätze, nämlich Buddha, die Lehre (Dharma) und die Mönche (Sangha) verehren sollte. Es war auch in der Zeit ihrer Herrschaft, als der Hōryū-ji, der als das älteste erhaltene Holzbaugebäude der Welt bekannt ist, aufgebaut wurde (Vollendung war im Jahr 607).
Prinz Umayado und Soga no Umako gaben zwei Geschichtsbücher, nämlich Tennōki und Kokuki, heraus und widmeten sie ihr im Jahr 620. Zwei Jahre später starb Prinz Umayado im Alter von 49, Umako starb 624. In kürzester Zeit verlor die Kaiserin zwei wichtige Personen, die sie unterstützten, und soll sich sehr einsam gefühlt haben.
Sie starb 628 im Alter von 75 Jahren.